# Глиняное (озеро, Северо-Казахстанская область)
Глиняное (каз. Глиняное) — озеро (болото) в Кызылжарском районе Северо-Казахстанской области Казахстана. Находится в 14 км к востоку от города Петропавловска и в 2 км к югу от села Толмачёвка.
По данным топографической съёмки 1940-х годов, площадь поверхности озера составляет 1,5 км². Наибольшая длина озера — 2 км, наибольшая ширина — 1 км. Длина береговой линии составляет 5,8 км, развитие береговой линии — 1,32. Озеро расположено на высоте 133,1 м над уровнем моря.